# Pasquale Chiesa
Pour les articles homonymes, voir Chiesa.
Pasquale Chiesa, né à Gênes vers 1630 et mort à Rome en septembre 1654, est un peintre baroque italien.

## Biographie

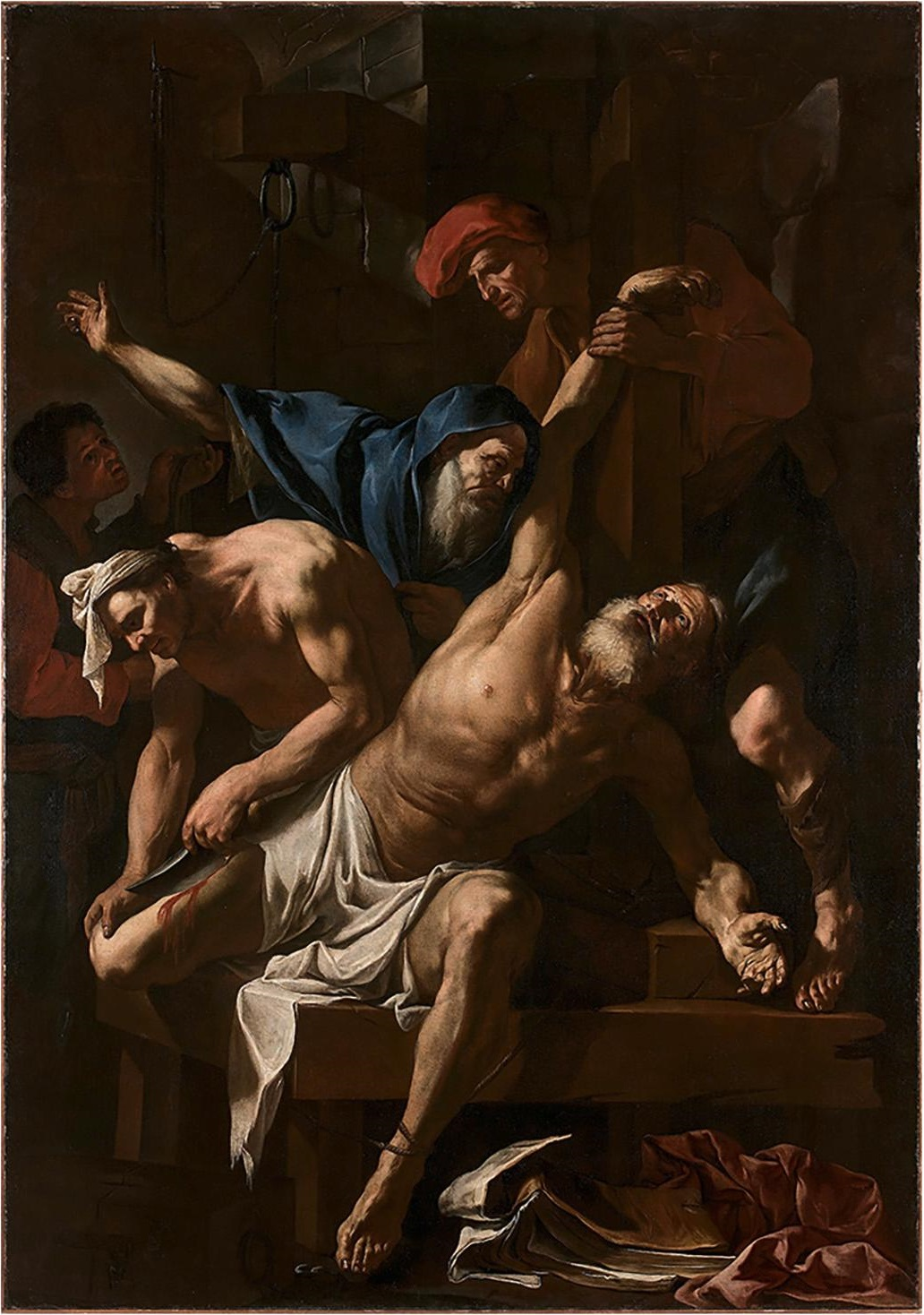
Le Martyre de saint Barthélemy, collection particulière.

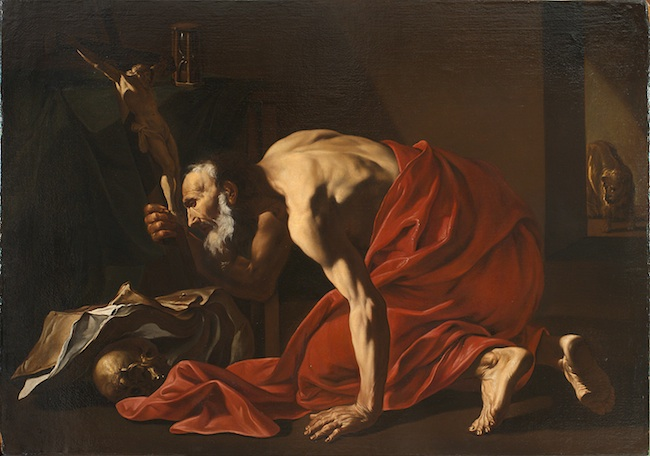
Saint Jérôme pénitent, Paris, galerie Leegenhoek.

Actif à Rome à partir du milieu des années 1640, Chiesa semble avoir été influencé par le ténébrisme napolitain car son style est proche de celui de Filippo Vitale, un disciple de Ribera. D'ailleurs, dès le siècle suivant, plusieurs œuvres de Chiesa seront attribuées à tort à Ribera. Chiesa pourrait donc avoir été formé à Naples ou plutôt par un peintre napolitain installé à Rome tel que Salvator Rosa, lui-même influencé par Ribera. Les œuvres de Chiesa font également écho à celles d'un autre artiste originaire du royaume de Naples, Mattia Preti.
L'un des principaux mécènes de Chiesa était Camillo Pamphilj, qui lui a commandé plusieurs toiles dont la réalisation est à situer entre 1645 et 1652, ce qui explique qu'une grande partie de l’œuvre du peintre génois soit conservée à la Galerie Doria-Pamphilj. Il avait également d'autres commanditaires romains, comme en témoignent les inventaires des collections de Pietro Paolo Avila, du cardinal Antonio Barberini, du chevalier Petrucci et de Paolo Falconieri.
Outre la peinture d'histoire, Chiesa a également pratiqué les genres du paysage et de la nature morte en collaboration avec d'autres artistes tels que Gaspard Dughet et Alexander Coosemans. Il a notamment réalisé les figures de plusieurs paysages de Jan Baptist Weenix.
L'une de ses œuvres, représentant un Satyre jouant de la zampogna, a été retouchée par Pier Francesco Mola.
Chiesa serait mort en septembre 1654, si c'est bien de lui dont parle une lettre de Salvator Rosa à son ami pisan Giovan Battista Ricciardi (d). Rosa y déplore la mort récente, due à un « changement d'air » entre Albano et Rome, d'un jeune artiste prometteur de 24 ans qui avait réalisé quatre toiles pour Ricciardi. Or, dans d'autres lettres à ce dernier, Rosa cite explicitement Chiesa comme l'auteur de plusieurs œuvres appartenant à Ricciardi.

## Œuvres
Sauf mention contraire, il s'agit de tableaux peints à l'huile sur toile entre le milieu des années 1640 et 1654.
- Le Sacrifice d'Isaac, Rome, Galerie Doria-Pamphilj.
- Marie Madeleine pénitente, Rome, Galerie Doria-Pamphilj.
- Saint Jérôme, Rome, Galerie Doria-Pamphilj.
- Les Larmes de saint Pierre, Rome, Galerie Doria-Pamphilj.
- Saint Paul ermite, Rome, Galerie Doria-Pamphilj.
- Agar et Ismaël secourus par l'Ange, Rome, Galerie Doria-Pamphilj.
- (En collaboration avec Jan Baptist Weenix), Paysage de fantaisie d'un port oriental, avec un cavalier, 220,5 × 302 cm, Rome, Galerie Doria-Pamphilj.
- (En collaboration avec Jan Baptist Weenix), Paysage avec le bon samaritain,  214 × 317 cm, Rome, Galerie Doria-Pamphilj.
- (En collaboration avec Jan Baptist Weenix), Paysage avec les pèlerins d’Emmaüs, 191 × 294 cm, Rome, Galerie Doria-Pamphilj.
- (En collaboration avec Jan Baptist Weenix), Paysage avec Noé faisant entrer les animaux dans l'arche, 191 × 294 cm, Rome, Galerie Doria-Pamphilj.
- (En collaboration avec Jan Baptist Weenix), Paysage avec des cavaliers, 191 × 294 cm, Rome, Galerie Doria-Pamphilj.
- Saint Jérôme pénitent, 120 × 169 cm, Paris, galerie Jacques Leegenhoek.
- Le Martyre de saint Barthélemy, 244 × 169,5 cm, Madrid, galerie Caylus, vendu à Paris en 2021.
- (Attribué depuis 1994 à Paolo Biancucci (en) mais attribué à Chiesa par Luca Calenne[1]), Saint Jérôme pénitent, Cathédrale Saint-Martin de Lucques.
- (Attribué généralement à Onofrio Palumbo mais attribué à Chiesa par Luca Calenne[1]), Le Martyre de saint André, Rome, Galerie nationale du palais Barberini.